# Anastase Mutabazi
Anastase Mutabazi (ur. 24 grudnia 1952 w Birenga) – rwandyjski duchowny rzymskokatolicki, w latach 1996-2004 biskup Kabgayi.

## Życiorys
Święcenia kapłańskie przyjął 25 lipca 1980. 13 marca 1996 został prekonizowany biskupem Kabgayi. Sakrę biskupią otrzymał 26 maja 1996. 10 grudnia 2004 zrezygnował z urzędu.